# Německá demokratická republika na Zimních olympijských hrách 1976
Německá demokratická republika na Zimních olympijských hrách 1976 reprezentovala výprava 59 sportovců (40 mužů a 19 žen) v 8 sportech.

## Medailisté
| Medaile | Jméno                                                                        | Sport              | Disciplína              |
| ------- | ---------------------------------------------------------------------------- | ------------------ | ----------------------- |
| Zlato   | Meinhard Nehmer Bernhard Germeshausen                                        | Boby               | Dvojbob                 |
| Zlato   | Meinhard Nehmer Jochen Babock Bernhard Germeshausen Bernhard Lehmann         | Boby               | Čtyřbob                 |
| Zlato   | Dettlef Günther                                                              | Saně               | Muži jednotlivci        |
| Zlato   | Hans Rinn Norbert Hahn                                                       | Saně               | Muži dvojice            |
| Zlato   | Margit Schumannová                                                           | Saně               | Ženy jednotlivci        |
| Zlato   | Ulrich Wehling                                                               | Severská kombinace | Muži jednotlivci        |
| Zlato   | Hans-Georg Aschenbach                                                        | Skoky na lyžích    | Muži střední můstek     |
| Stříbro | Gert-Dietmar Klause                                                          | Běh na lyžích      | Muži 50 km              |
| Stříbro | Romy Kermerová Rolf Österreich                                               | Krasobruslení      | Sportovní dvojice       |
| Stříbro | Ute Rührold                                                                  | Saně               | Ženy jednotlivci        |
| Stříbro | Jochen Danneberg                                                             | Skoky na lyžích    | Muži střední můstek     |
| Stříbro | Andrea Ehrigová-Mitscherlichová                                              | Rychlobruslení     | Ženy 3 000 m            |
| Bronz   | Karl-Heinz Menz Frank Ullrich Manfred Beer Manfred Geyer                     | Biatlon            | Muži štafeta 4 x 7.5 km |
| Bronz   | Monika Debertshäuser Sigrun Krause Barbara Petzoldová Veronika Hesse-Schmidt | Běh na lyžích      | Ženy štafeta 4 x 5 km   |
| Bronz   | Christine Errathová                                                          | Krasobruslení      | Ženy jednotlivci        |
| Bronz   | Manuela Großová Uwe Kagelmann                                                | Krasobruslení      | Sportovní dvojice       |
| Bronz   | Hans Rinn                                                                    | Saně               | Muži jednotlivci        |
| Bronz   | Konrad Winkler                                                               | Severská kombinace | Muži jednotlivci        |
| Bronz   | Henry Glaß                                                                   | Skoky na lyžích    | Muži velký můstek       |